# Gilt Edge
Gilt Edge es una ciudad ubicada en el condado de Tipton en el estado estadounidense de Tennessee. En el Censo de 2010 tenía una población de 477 habitantes y una densidad poblacional de 66,63 personas por km².

## Geografía
Gilt Edge se encuentra ubicada en las coordenadas 35°32′0″N 89°49′52″O / 35.53333, -89.83111. Según la Oficina del Censo de los Estados Unidos, Gilt Edge tiene una superficie total de 7.16 km², de la cual 7.06 km² corresponden a tierra firme y (1.41%) 0.1 km² es agua.

## Demografía
Según el censo de 2010, había 477 personas residiendo en Gilt Edge. La densidad de población era de 66,63 hab./km². De los 477 habitantes, Gilt Edge estaba compuesto por el 96.86% blancos, el 1.26% eran afroamericanos, el 0.84% eran amerindios, el 0% eran asiáticos, el 0% eran isleños del Pacífico, el 0.21% eran de otras razas y el 0.84% pertenecían a dos o más razas. Del total de la población el 0.84% eran hispanos o latinos de cualquier raza.